# Pełzando
Pełzando (ang. Creepy Crawlers) – amerykańsko-francuski serial animowany emitowany w latach 1994–1996.
W 2001 roku, po przejęciu przez The Walt Disney Company Fox Kids Worldwide, w tym Saban Entertainment, prawa do serialu przeszły na Disneya.

## Fabuła
Nastolatek Chris Carter przypadkowo, za sprawą nieudanego eksperymentu z magicznym śluzem, powołuje do życia Pełzando – grupę śluzowatych, lepkich, pełzających wojowników, a każdy z nich ma wyjątkową moc:
- Hocust Locust – potrafi związać nieomal wszystko w dowolnie krótkim czasie,
- T-3 – wygląda jak zawodowy atleta, umie doskonale strzelać,
- Volt – świeci w ciemnościach i posiada zdolność wywoływania budzących zgrozę złudzeń,
- Sting Ring – potrafi tworzyć obręcze zdolne pokonać przeciwnika i tworzyć prowizoryczne skrzydła,
- Commantis – mistrz dalekowschodnich sztuk walki, kierujący się kodeksem honorowym,
- Fire Eyes – posiada możliwość manipulowania ogniem.

Przyjaciółką (a nawet dziewczyną) Chrisa jest Samantha „Sammy” Reynolds.
Pewnego dnia szalony czarownik Profesor Googengrime kradnie formułę magicznego gloopa, miesza ją z trującymi chemikaliami i tworzy własną armię przerażających stworów – Crime Grimes (Spooky Goopy, Shockaroach, 2-Ugly, Bat out of Smell, Grumble Bee, Squirminator, Bugzilla, Ice Scream). Jego plan to zniszczenie Pełzanda i ich nastoletniego stwórcy oraz zmonopolizowanie produkcji magicznego śluzu dla własnych korzyści.

## Wersja polska
Serial był emitowany w Polsce na kanałach Fox Kids i TV4.
Opracowanie: Master Film
Wystąpili:
- Józef Mika – Chris Carter
- Mieczysław Morański – profesor Googengrime
- Jan Janga-Tomaszewski – T-3
- Jarosław Boberek – Hocust Locust
- Jacek Rozenek  – Sting Ring
- Jacek Czyż – Fire Eyes
- Radosław Pazura – Spooky Goopy
- Robert Tondera – Top Hat
- Leopold Matuszczak – pułkownik Ka-Boom
- Piotr Adamczyk – Todd Carter

## Spis odcinków
| N/o            | Polski tytuł | Angielski tytuł                          |
| -------------- | ------------ | ---------------------------------------- |
|                |              |                                          |
| SERIA PIERWSZA |              |                                          |
|                |              |                                          |
| 01             |              | The Night Of The Creepy Crawlers         |
|                |              |                                          |
| 02             |              | Sugar Frosted Crawlers                   |
|                |              |                                          |
| 03             |              | Who’s Afraid Of Bees?                    |
|                |              |                                          |
| 04             |              | Chris Explains It All                    |
|                |              |                                          |
| 05             |              | Power Play                               |
|                |              |                                          |
| 06             |              | Vanishing Act                            |
|                |              |                                          |
| 07             |              | One Creepy Brother                       |
|                |              |                                          |
| 08             |              | I Was A Teenage Crawler                  |
|                |              |                                          |
| 09             |              | Mauler Amuck                             |
|                |              |                                          |
| 10             |              | The Glob                                 |
|                |              |                                          |
| 11             |              | All The Way To China                     |
|                |              |                                          |
| 12             |              | Double Trouble                           |
|                |              |                                          |
| 13             |              | Attack Of the Fifty Foot Googengrime     |
|                |              |                                          |
| 14             |              | Return Of The Crime Grimes               |
|                |              |                                          |
| SERIA DRUGA    |              |                                          |
|                |              |                                          |
| 15             |              | Dawn Of The Super Goop                   |
|                |              |                                          |
| 16             |              | Deja Goop                                |
|                |              |                                          |
| 17             |              | A Real Numb Skrull                       |
|                |              |                                          |
| 18             |              | Camp Nightmare                           |
|                |              |                                          |
| 19             |              | Bugzilla                                 |
|                |              |                                          |
| 20             |              | T-4-2                                    |
|                |              |                                          |
| 21             |              | Cold Snap                                |
|                |              |                                          |
| 22             |              | Revenge Of The Mutant Stink Bugs         |
|                |              |                                          |
| 23             |              | The Incredible Shrinking Creepy Crawlers |
|                |              |                                          |